# Prima Categoria Tridentina 1963-1964
Il campionato di calcio di Prima Categoria 1963-1964 è stato il V livello del campionato italiano. A carattere regionale, fu il quinto campionato dilettantistico con questo nome dopo la riforma voluta da Zauli del 1958.
Questo è l'unico girone organizzato dal Comitato Regionale Venezia Tridentina per la regione Trentino-Alto Adige.
|  |     | Prima Categoria girone unico Tridentino 1963-64 | Pt | G  | V  | N  | P  | GF | GS |
|  | --- | ----------------------------------------------- | -- | -- | -- | -- | -- | -- | -- |
|  | 1.  | S.S. Benacense, Riva del Garda                  | 40 | 26 | 17 | 6  | 3  | 51 | 15 |
|  | 2.  | U.S. Mori, Mori                                 | 37 | 26 | 14 | 9  | 3  | 44 | 25 |
|  | 3.  | U.S. Passirio, Merano                           | 34 | 26 | 14 | 6  | 6  | 50 | 25 |
|  | 4.  | S.S. Olivo, Arco                                | 33 | 26 | 12 | 9  | 5  | 36 | 17 |
|  | 5.  | U.S. Slanzi Alense, Ala                         | 31 | 26 | 12 | 7  | 7  | 38 | 26 |
|  | 6.  | G.S. Lancia, Bolzano                            | 27 | 26 | 10 | 7  | 9  | 43 | 32 |
|  | 7.  | A.C. Bressanone / Brixen, Bressanone            | 27 | 26 | 9  | 10 | 7  | 40 | 42 |
|  | 8.  | S.S. Settaurense, Storo                         | 26 | 26 | 10 | 6  | 10 | 34 | 32 |
|  | 9.  | A.S. Virtus Don Bosco, Bolzano                  | 25 | 26 | 7  | 11 | 8  | 30 | 32 |
|  | 10. | U.S. Lana, Lana d'Adige                         | 24 | 26 | 7  | 10 | 9  | 40 | 45 |
|  | 11. | U.S. Aquila, Trento                             | 21 | 26 | 7  | 7  | 12 | 26 | 36 |
|  | 12. | G.S. Guaita, Pietramurata di Dro                | 19 | 26 | 6  | 7  | 13 | 25 | 37 |
|  | 13. | S.S.V. Bressanone / Brixen, Bressanone          | 14 | 26 | 6  | 2  | 18 | 29 | 54 |
|  | 14. | U.S. Stella Azzurra, Bolzano                    | 5  | 26 | 1  | 3  | 22 | 7  | 75 |
|  |     |                                                 |    |    |    |    |    |    |    |

Verdetti
- La Benacense rinuncia alla promozione in Serie D.
- A.C. Bressanone un punto in meno per rinuncia.